# The Coming
The Coming ist das Debütalbum des US-amerikanischen Rappers Busta Rhymes. Es erschien am 15. März 1996 über das Label Elektra Records. The Coming erreichte Platz sechs der US-amerikanischen Charts. Die Stücke Woo Hah!! Got You All in Check und It's a Party wurden als Singles ausgekoppelt.

## Produktion
Busta Rhymes und Rick Posada traten bei der Entstehung des Albums als Executive Producer auf. An der Produktion von The Coming waren verschiedene Hip-Hop-Musiker beteiligt. DJ Scratch steuerte die musikalische Untermalung zu Do My Thing und The Finish Line sowie, in Zusammenarbeit mit Rick St. Hilaire, The Coming (Intro) bei. Easy Mo Bee produzierte die Titel Everything Remains Raw und It's A Party, Q-Tip das Stück Ill Vibe und The Vibe Chemist Backspin die Lieder Hot Fudge und Flipmode Squad Meets Def Squad. Rick St. Hilaire arrangierte das Outro The End Of The World (Outro). Der 2006 verstorbene Jay Dee mixte und arrangierte das Lied Still Shining. Außerdem hat Busta Rhymes selbst Woo Hah!! Got You All In Check mit Rashad Smith sowie Abandon Ship produziert. Den Mix zu Abandon Ship wurde von Andy Blakelock beigesteuert. Im Anschluss an die Aufnahmen erfolgte das Mastering durch Tom Coyne.

## Titelliste
1. The Coming (Intro) (feat. Lord Have Mercy und Rampage) – 4:32
2. Do My Thing – 4:00
3. Everything Remains Raw – 3:41
4. Abandon Ship (feat. Rampage) – 6:02
5. Woo Hah!! Got You All in Check (feat. Rampage) – 4:31
6. It’s a Party (feat. Zhané) – 5:53
7. Hot Fudge – 5:09
8. Ill Vibe (feat. Q-Tip) – 3:29
9. Flipmode Squad Meets Def Squad (feat. Jamal, Keith Murray, Lord Have Mercy, Rampage und Redman) – 8:10
10. Still Shining – 2:57
11. Keep It Movin (feat. Leaders of the New School) – 7:32
12. The Finish Line – 5:06
13. The End Of The World (Outro) (feat. Spliff Star) – 2:49

## Rezeption
Die Internetseite Entertainment.com vergab an The Coming die Note „B+“. Busta Rhymes habe eine Stimme, die den Zuhörer wie ein Karate-Tritt treffe („a voice that hits you like a karate kick“). Lobenswert hält die Redaktion der Seite den Sinn für Humor, den der Rapper auf seinem Debütalbum demonstriere und der ihn auszeichne („what distinguishes Busta Rhymes is his sense of humor“).
Eine positive Kritik erfolgte durch Stephen Thomas Erlewine für All Music Guide. Dieser merkt an, dass Rhymes keine tiefergehende Botschaft mit seinen Texten vermitteln möchte, sich dafür aber durch einen erfrischenden Flair auszeichne („Busta doesn’t have a deep message in his raps, but he twists words and phrases around with an insane, invigorating flair.“). Wie eine Reihe von Rap-Alben der 1990er Jahre enthalte The Coming zu viele Titel, wobei die „brillanten Raps“ von Busta Rhymes dafür sorgen, dass eintönigere Stücke den Gesamteindruck nicht verschlechtern („Busta Rhymes’ brilliant raps keep the record from sinking during its monotonous passages“).

## Kommerzieller Erfolg

### Chartplatzierungen
The Coming konnte sich 21 Wochen in den US-amerikanischen Billboard-200-Charts halten. Die höchste Position, die das Album dabei erreichen konnte, war Platz 6. In Deutschland stieg Rhymes Debütalbum auf Platz 95 ein. Die höchste in den deutschen Charts erzielte Position war Platz 80. Insgesamt war The Coming sieben Wochen in den Album-Charts vertreten.
| ChartsChartplatzierungen       | Höchstplatzierung | Wochen |
| ------------------------------ | ----------------- | ------ |
| Deutschland (GfK)              | 80 (7 Wo.)        | 7      |
| Vereinigte Staaten (Billboard) | 6 (21 Wo.)        | 21     |
| Vereinigtes Königreich (OCC)   | 48 (7 Wo.)        | 7      |

### Auszeichnungen für Musikverkäufe
| Land/Region               | Auszeichnungen für Musikverkäufe (Land/Region, Auszeichnung, Verkäufe) | Verkäufe  |
| ------------------------- | ---------------------------------------------------------------------- | --------- |
| Kanada (MC)               | Gold                                                                   | 50.000    |
| Vereinigte Staaten (RIAA) | Platin                                                                 | 1.000.000 |
| Insgesamt                 | 1× Gold · 1× Platin ·                                                  | 1.050.000 |